# Thorncombe
Thorncombe – wieś w Anglii, w hrabstwie Dorset, w dystrykcie (unitary authority) Dorset. Leży 35 km na północny zachód od miasta Dorchester i 207 km na zachód od Londynu. Miejscowość liczy 714 mieszkańców.